# Antarktisutforskningens heroiska era

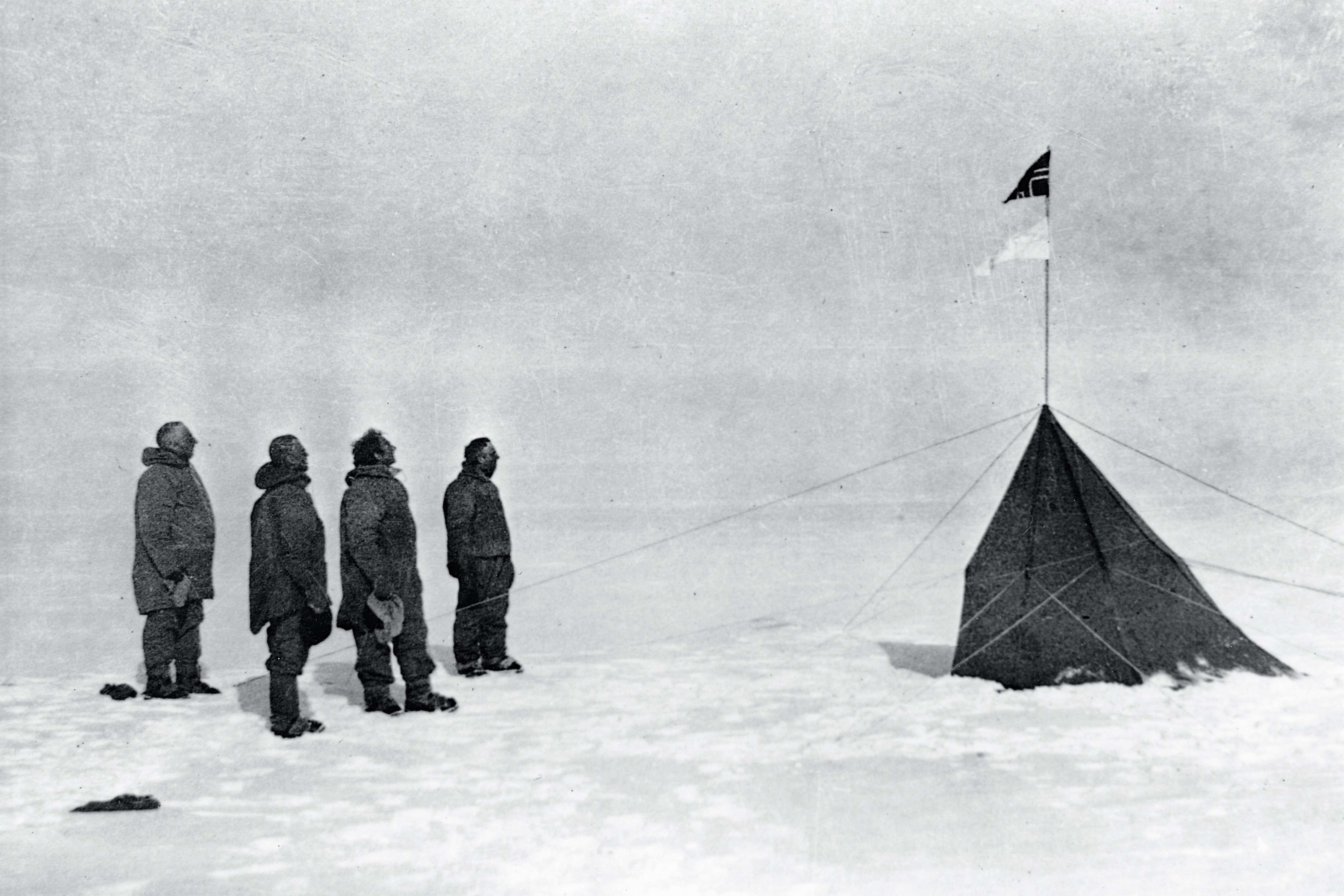
Roald Amundsen med manskap hissar norska flaggan på Sydpolen i december 1911.

Antarktisutforskningens heroiska era är den tidiga utforskningen av Antarktis från slutet av 1800-talet till 1920-talet. Under de dryga 25 åren hamnade kontinenten i fokus för internationella insatser av vetenskaplig och geografisk forskning. Sexton större expeditioner från åtta olika länder arrangerades, och konkurrerade ofta om bästa resultat.
Gemensamt för expeditionerna var begränsningen av tillgängliga resurser eftersom de genomfördes innan framsteg inom transport- och kommunikationsteknologi kunde underlätta forskning på Antarktis. Det är de stora påfrestningarna mentalt och fysiskt som expeditionsmedlemmarna utsattes för som gav perioden epitetet heroiska.
Ett tydligt mål, som också genomfördes som en kapplöpning, var att komma först till Sydpolen. Det lyckades norrmannen Roald Amundsen göra strax före en engelsk expedition ledd av Robert Falcon Scott. Både den geografiska och magnetiska sydpolen nåddes under perioden. Andra expeditioner hade definierade mål för att skaffa forskningsmaterial av geografisk och vetenskaplig karaktär på andra områden av Antarktis.

## Bakgrund
Det stora engagemanget inleddes med ett föredrag i Royal Geographical Society i London 1893. Föredraget hölls av professor John Murray från Challengerexpeditionen, som hade seglat i antarktiska vatten åren 1872–1876. Han föreslog att en ny antarktisk expedition skulle organiseras för att "lösa de kvarstående geografiska frågor som alltjämt fanns i syd". I augusti 1895 antog den sjätte internationella geografiska kongressen i London en allmän resolution, och uppmanade vetenskapliga institutioner över hela världen främja antarktiska expeditioner på effektivaste sätt. De menade att sådana initiativ skulle gagna nästan alla vetenskapens grenar. Kongressen hade diskuterat med norrmannen Carsten Borchgrevink som hade återkommit från en valfångstexpedition och blivit en av de första att sätta fötterna på det antarktiska fastlandet. Borchgrevink skisserade upp planer för en fullskalig banbrytande expedition i Antarktis, som skulle ha sin bas i Kap Adare.
Det blev ändå en belgisk expedition som räknas som starten. Den arrangerades av den belgiska geografiska föreningen Société Royale Belge de Géographie 1897. Borchgrevinks expedition gav sig av ett år senare med en privat sponsrad expedition.
Det är inte klart när epitetet "heroisk" började användas om perioden, men den är inte samtida. I mars 1956 användes det av den brittiska upptäcktsresanden Duncan Carse, som skrev i The Times. Han använde det i beskrivningen av den första passagen genom Sydgeorgien som gjordes 1916.

## Expeditioner under eran 1897–1922
| Tidpunkt  | Land           | Expeditionsnamn                                       | Skepp                                                              | Ledare                      |
| --------- | -------------- | ----------------------------------------------------- | ------------------------------------------------------------------ | --------------------------- |
| 1897–1899 | Belgien        | Belgiska Antarktisexpeditionen                        | Belgica                                                            | Adrien de Gerlache          |
| 1898–1900 | Storbritannien | Southern Cross-expeditionen                           | Southern Cross                                                     | Carsten Borchgrevink        |
| 1901–1904 | Storbritannien | Discovery-expeditionen                                | Discovery Morning (understödsfartyg) Terra Nova (understödsfartyg) | Robert Falcon Scott         |
| 1901–1903 | Tyskland       | Gauss-expeditionen                                    | Gauss                                                              | Erich von Drygalski         |
| 1901–1903 | Sverige        | Första svenska Antarktisexpeditionen                  | Antarctic                                                          | Otto Nordenskjöld           |
| 1902–1904 | Storbritannien | Scotia-expeditionen                                   | Scotia                                                             | William Speirs Bruce        |
| 1903–1905 | Frankrike      | Charcots første expedition                            | Français                                                           | Jean-Baptiste Charcot       |
| 1907–1909 | Storbritannien | Nimrodexpeditionen                                    | Nimrod                                                             | Ernest Shackleton           |
| 1908–1910 | Frankrike      | Charcots andra expedition                             | Pourquoi-Pas?                                                      | Jean-Baptiste Charcot       |
| 1910–1912 | Japan          | Japanska antarktisexpeditionen 1910–12                | Kainan Maru                                                        | Nobu Shirase                |
| 1910–1912 | Norge          | Fram-expeditionen                                     | Fram                                                               | Roald Amundsen              |
| 1910–1913 | Storbritannien | Terra Nova-expeditionen                               | Terra Nova                                                         | Robert Falcon Scott (omkom) |
| 1911–1913 | Tyskland       | Den andra tyska antarktisexpeditionen                 | Deutschland                                                        | Wilhelm Filchner            |
| 1911–1914 | Australien     | Den australasiatiska antarktisexpeditionen            | Aurora                                                             | Douglas Mawson              |
| 1914–1917 | Storbritannien | Endurance-expeditionen                                | Endurance                                                          | Ernest Shackleton           |
| 1914–1917 | Storbritannien | Rosshavsgruppen Understöd till Endurance-expeditionen | Aurora                                                             | Aeneas Mackintosh (omkom)   |
| 1921–1922 | Storbritannien | Shackleton–Rowett-expeditionen                        | Quest                                                              | Ernest Shackleton (omkom)   |

## Dödsfall under expeditioner under heroiska eran
Åtminstone tjugo personer dog på expeditionerna. Av dessa dog fyra av sjukdomar som inte var relaterade till expeditioner och två omkom i olyckor på Nya Zeeland.
| Expedition                                 | Namn                       | Land           | Dödsdatum        | Dödsort                        | Orsak                                        |
| ------------------------------------------ | -------------------------- | -------------- | ---------------- | ------------------------------ | -------------------------------------------- |
| Belgiska Antarktisexpeditionen             | Carl August Wiencke        | Norge          | 22 januari 1898  | Bransfieldsundet               | Drunkning                                    |
| Belgiska Antarktisexpeditionen             | Émile Danco                | Belgien        | 5 juni 1899      | Bellingshausenhavet            | Hjärtsvikt, förmodligen orsakad av skörbjugg |
| Southern Cross-expeditionen                | Nicolai Hanson             | Norge          | 14 oktober 1899  | Kap Adare, Antarktis           | Tarminfektion                                |
| Discovery-expeditionen                     | Charles Bonnor             | Storbritannien | 2 december 1901  | Lyttelton Harbour, Nya Zeeland | Fall från skeppsmasten                       |
| Discovery-expeditionen                     | George Vince               | Storbritannien | 11 mars 1902     | Rossön, Antarktis              | Fall i isstup                                |
| Första svenska Antarktisexpeditionen       | Ole Christian Wennersgaard | Norge          | 7 juni 1903      | Pauletön                       | Hjärtfel                                     |
| Scottish National Antarctic Expedition     | Allan Ramsey               | Storbritannien | 6 augusti 1903   | Sydorkneyöarna                 | Hjärtinfarkt                                 |
| Terra Nova-expeditionen                    | Edgar Evans                | Storbritannien | 18 februari 1912 | Beardmore Glacier, Antarktis   | Kyla och svält                               |
| Terra Nova-expeditionen                    | Lawrence Oates             | Storbritannien | 17 mars 1912     | Ross shelfis, Antarktis        | Kyla och svält                               |
| Terra Nova-expeditionen                    | Robert Scott               | Storbritannien | 29 mars 1912     | Ross shelfis, Antarktis        | Kyla och svält                               |
| Terra Nova-expeditionen                    | Edward Wilson              | Storbritannien | 29 mars 1912     | Ross shelfis, Antarktis        | Kyla och svält                               |
| Terra Nova-expeditionen                    | Henry Bowers               | Storbritannien | 29 mars 1912     | Ross shelfis, Antarktis        | Kyla och svält                               |
| Terra Nova-expeditionen                    | Robert Brissenden          | Storbritannien | 17 augusti 1912  | Admiralty Bay, New Zealand     | Drunkning                                    |
| Den andra tyska antarktisexpeditionen      | Richard Vahsel             | Tyskland       | 8 augusti 1912   | Weddellhavet                   | Syfilis                                      |
| Den australasiatiska antarktisexpeditionen | Belgrave Ninnis            | Storbritannien | 14 december 1912 | George V Land, Antarktis       | Fall i isspricka                             |
| Den australasiatiska antarktisexpeditionen | Xavier Mertz               | Schweiz        | 7 januari 1913   | King George V Land, Antarktis  | Matförgiftning                               |
| Endurance-expeditionen (Rosshavsgruppen)   | Arnold Spencer-Smith       | Storbritannien | 9 mars 1916      | Ross shelfis, Antarktis        | Köld och Skörbjugg                           |
| Endurance-expeditionen (Rosshavsgruppen)   | Aeneas Mackintosh          | Storbritannien | 8 maj 1916       | McMurdosundet, Antarktis       | Gick genom sjöisen                           |
| Endurance-expeditionen (Rosshavsgruppen)   | Victor Hayward             | Storbritannien | 8 maj 1916       | McMurdosundet, Antarktis       | Gick genom sjöisen                           |
| Shackleton–Rowett-expeditionen             | Ernest Shackleton          | Storbritannien | 5 januari 1922   | Sydgeorgien                    | Hjärtinfarkt                                 |